# Listwjanka
Listwjanka (russisch Листвянка) ist eine Siedlung städtischen Typs in Sibirien, 70 Kilometer südöstlich von Irkutsk nahe der Stelle, an der die Angara dem Baikalsee entfließt. Sie hat 1882 Einwohner (Stand 14. Oktober 2010). Ihren Namen hat die Siedlung den vielen Lärchen (russ. listwenniza) zu verdanken, die in der Gegend wachsen. Der 1773 erstmals als Poststelle beziehungsweise Fährplatz erwähnte Ort ist vor allem von Intourist zum Touristenort aufgebaut worden. Nach der Vision der Bürgermeisterin, Tatjana Wassiljewna Kasakowa, soll hier Baikal City entstehen.
Eine der Sehenswürdigkeiten des Dorfes ist der Schamanen-Felsen (Schamanski kamen oder Schaman-kamen) mitten in der Angara. Um ihn rankt sich eine Legende vom alten Vater Baikal und seiner Tochter Angara.
Das zum Irkutsker Wissenschaftszentrum der Sibirischen Abteilung der Akademie der Wissenschaften gehörende Limnologische Institut entstand hier 1928 als Forschungsstation und wurde 1961 in ein Institut umgewandelt. Es betreibt das Baikal-Museum in Listwjanka, das einen Überblick über die einmalige Flora und Fauna der Region, aber auch über die Dimensionen und die Erforschung des Baikalsees vermittelt.
Die Nikolaikirche im Krestowski-Tal ist bei Irkutsker Paaren als Trauungsort beliebt.
Einer Legende aus dem 19. Jahrhundert nach war der russische Kaufmann Xenofont Serebjakow auf der Durchreise am Baikal unterwegs. Aus Dankbarkeit einer dortigen überwundenen Seenot begann Serebjakow an der Quelle der Angara die kleine Holzkirche zu errichten und so konnte diese 1846 geweiht werden. Im Gegensatz zum Schicksal vieler anderer Kirchen in der  Sowjetunion überstand sie die Entchristianisierung während der Zeit des Kommunismus und wurde in den 1950er Jahren sogar komplett restauriert. Durch den steigenden Pegel des Baikalsees aufgrund der Angara-Aufstauung wurde die Kirche 1957 in das Krestowski-Tal versetzt.
Am Strand wird der Baikalfisch Omul zusammen mit anderen Fischarten geräuchert und verkauft. Durch die Nähe zu Irkutsk und die bevorzugte Lage am Baikalsee werden viele Gästehäuser, Hotels und Villen gebaut.
Der Internationale Baikalsee-Eismarathon führt über 42,195 Kilometer von Tanchoi nach Listwjanka.
Das Freilichtmuseum Talzy ist nur 30 Kilometer von Listwjanka entfernt. Hier werden anhand einer umfangreichen Sammlung von Holzgebäuden samt Einrichtung die verschiedenen Epochen der Geschichte Sibiriens in den vergangenen Jahrhunderten gezeigt.

## Fotogalerie

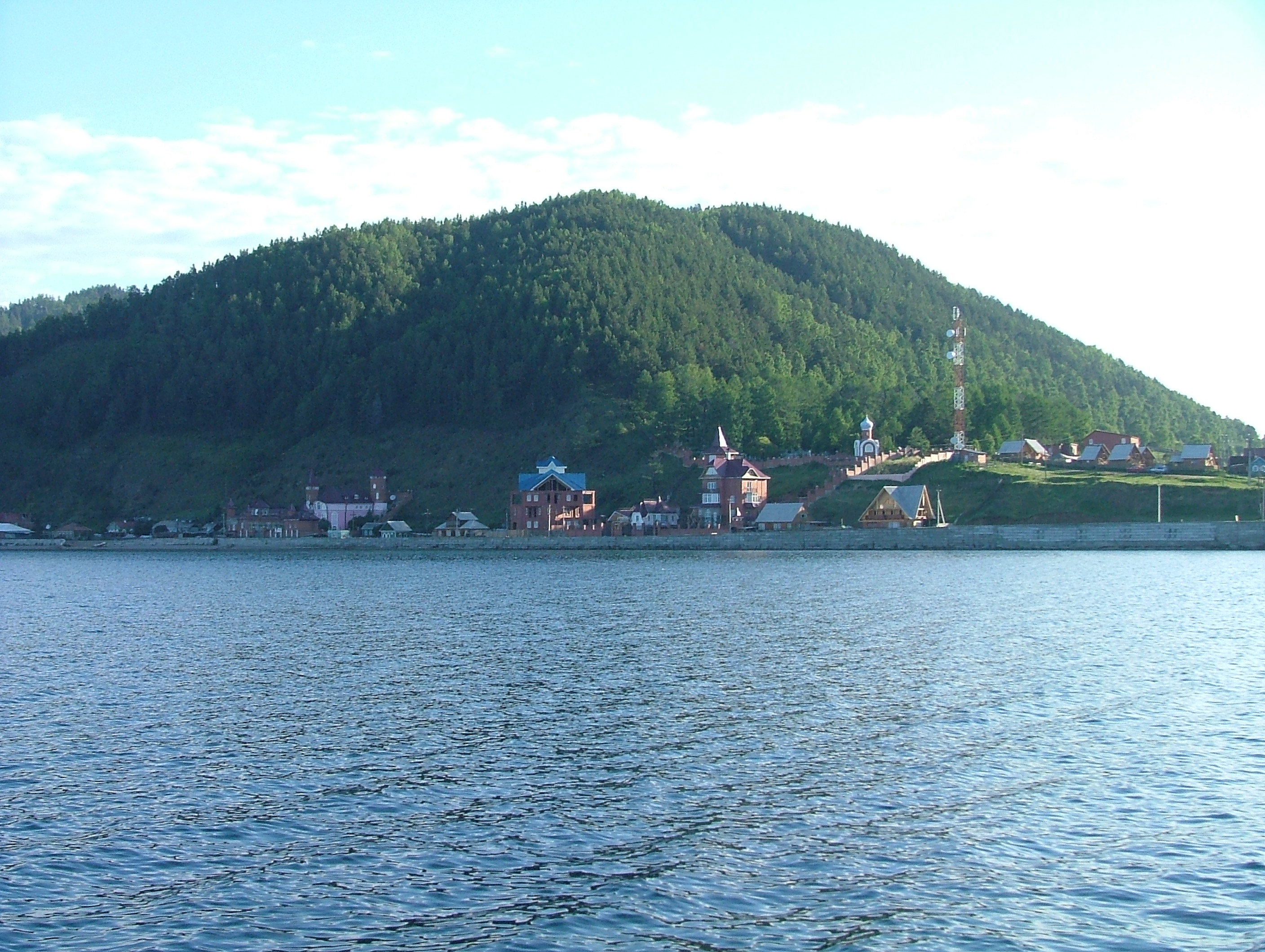
Listwjanka vom Baikal aus gesehen
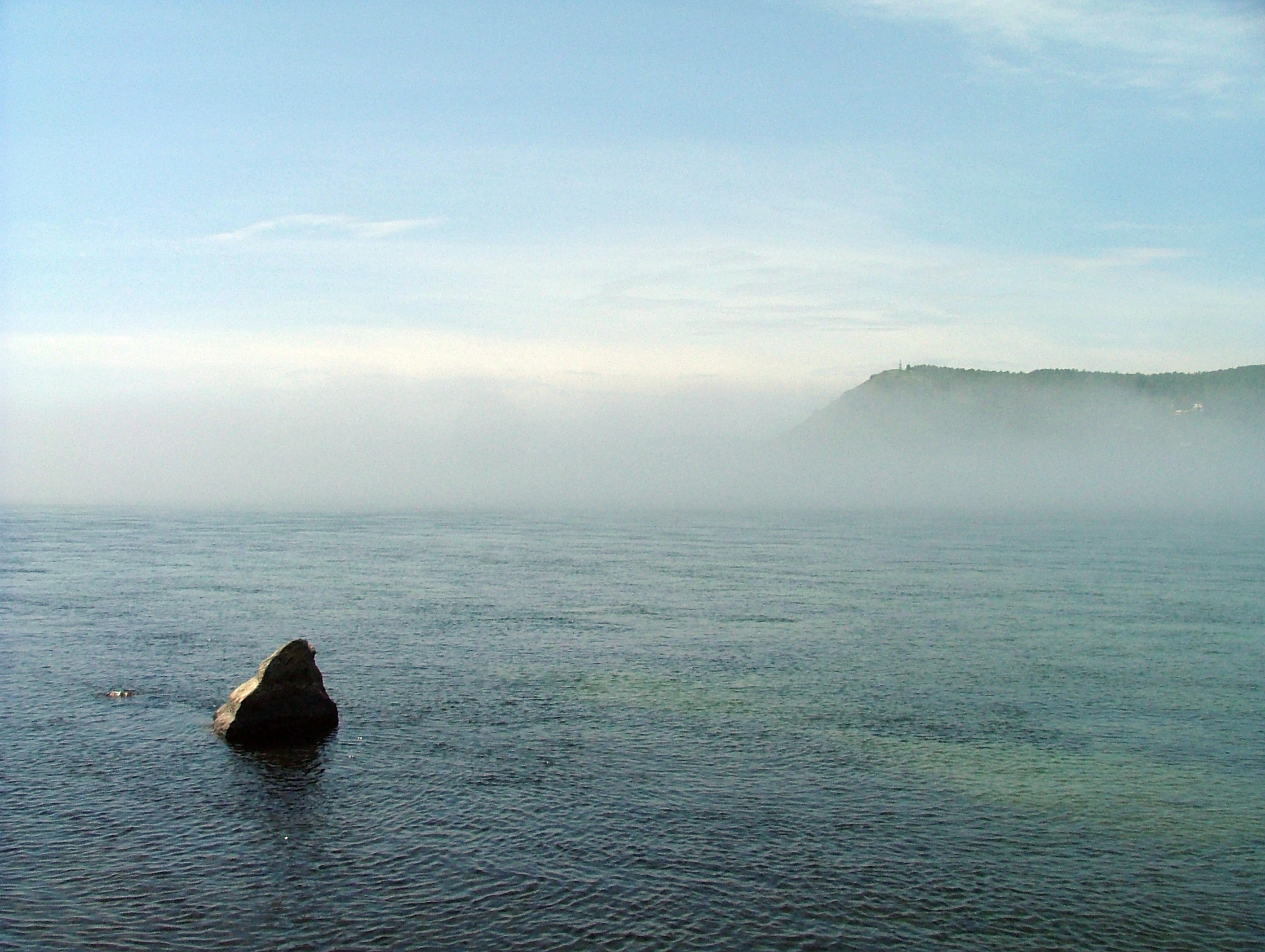
Schamanenfelsen, der den Beginn der Angara markiert
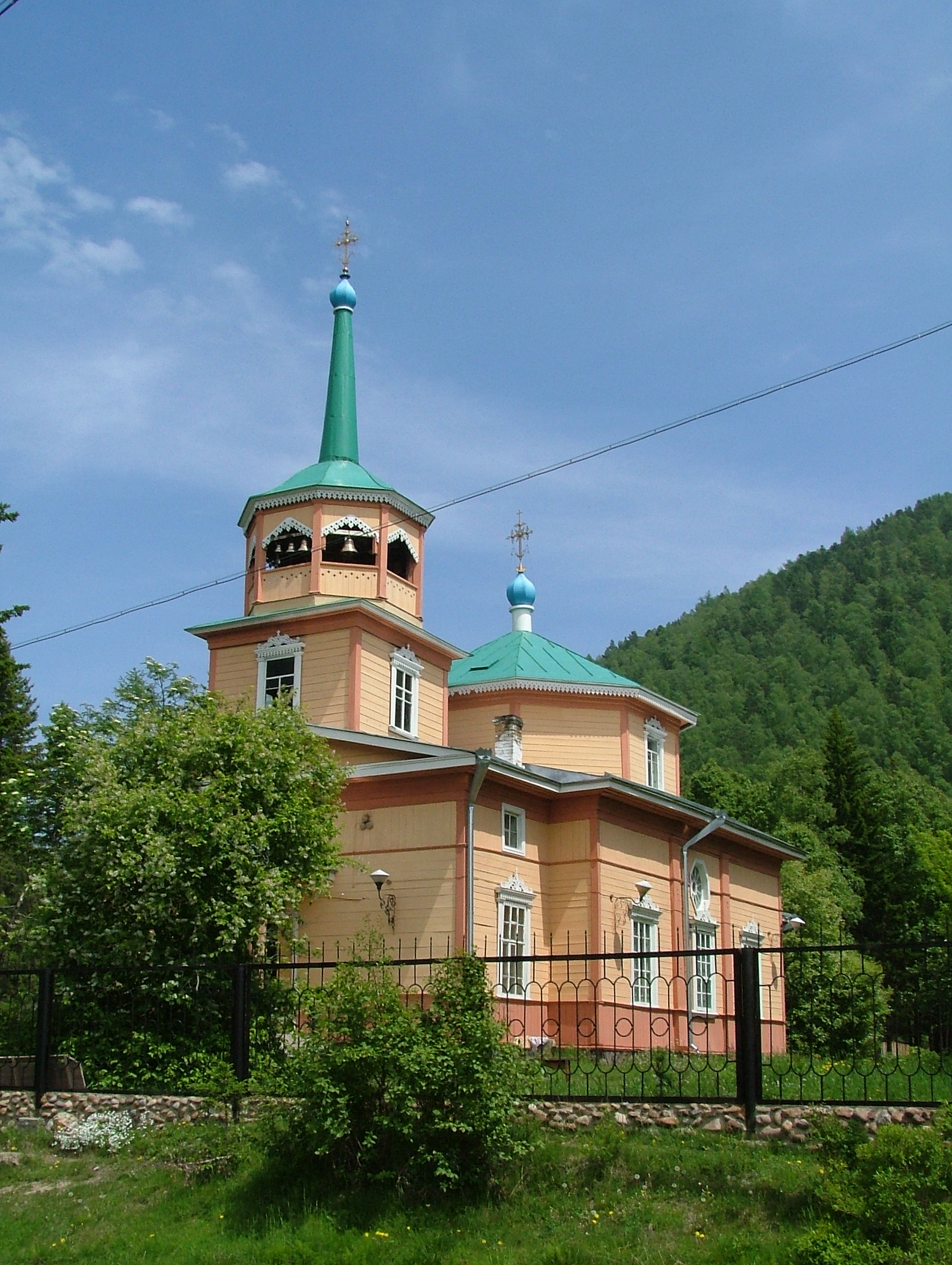
Nikolaikirche im Krestowski-Tal
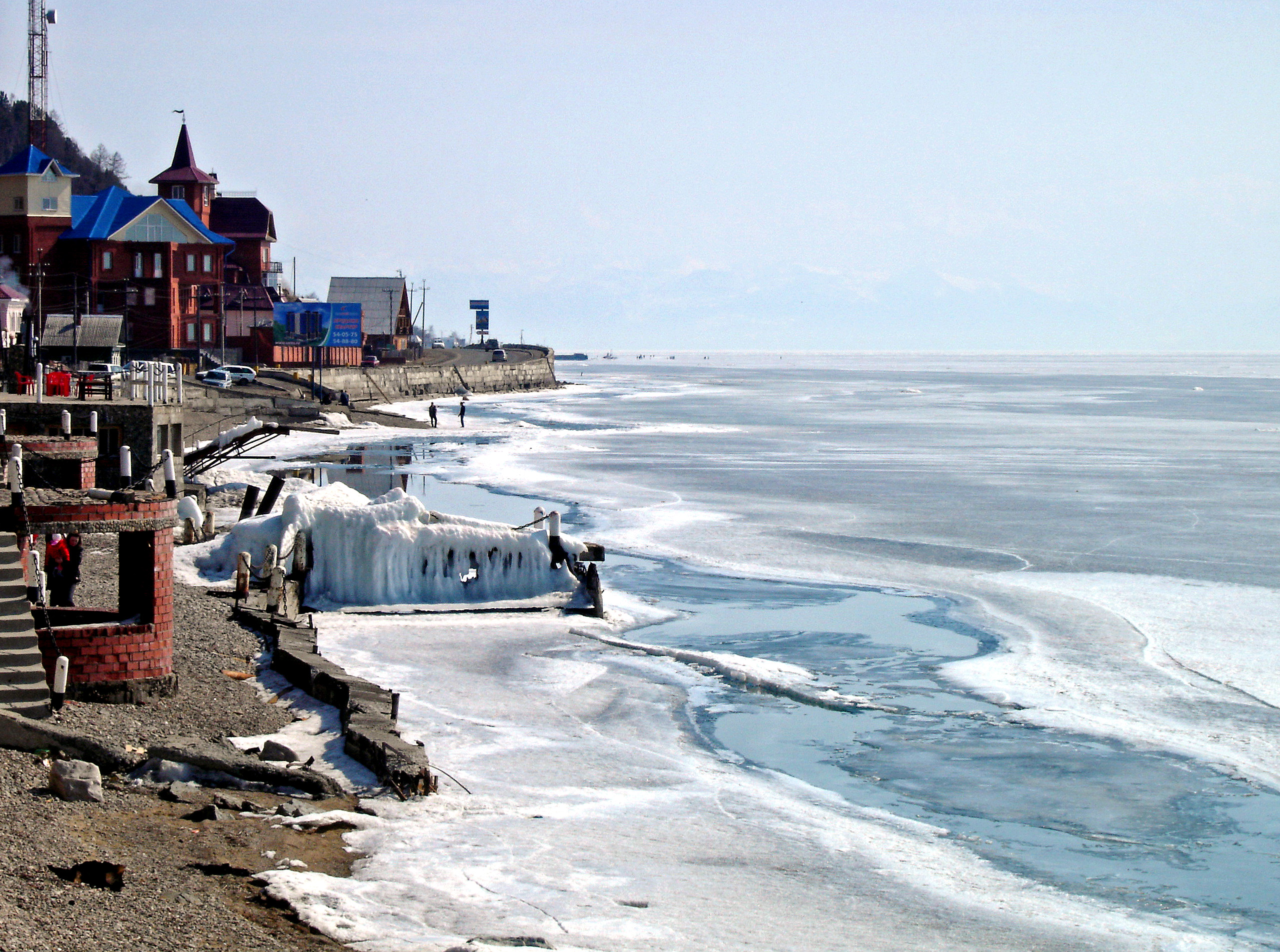
Küste bei Listwjanka Anfang April
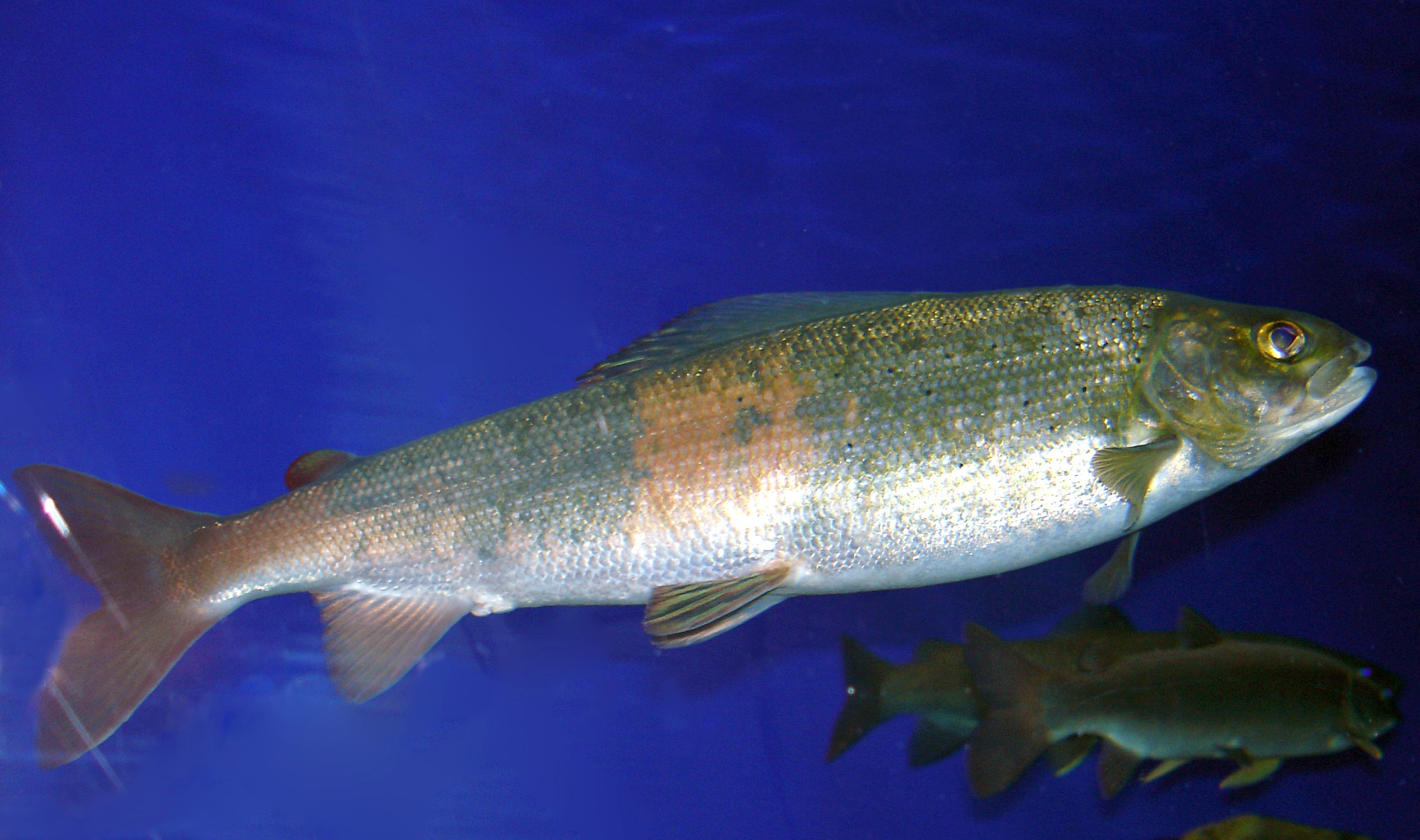
Äsche in einem Aquarium des Baikal-Museums

## Bevölkerungsentwicklung
| Jahr | Einwohner |
| ---- | --------- |
| 1926 | 1299      |
| 1939 | 4952      |
| 1959 | 2735      |
| 1970 | 2659      |
| 1979 | 2936      |
| 1989 | 2379      |
| 2002 | 1745      |
| 2010 | 1882      |

Anmerkung: Volkszählungsdaten